# برآورد روند

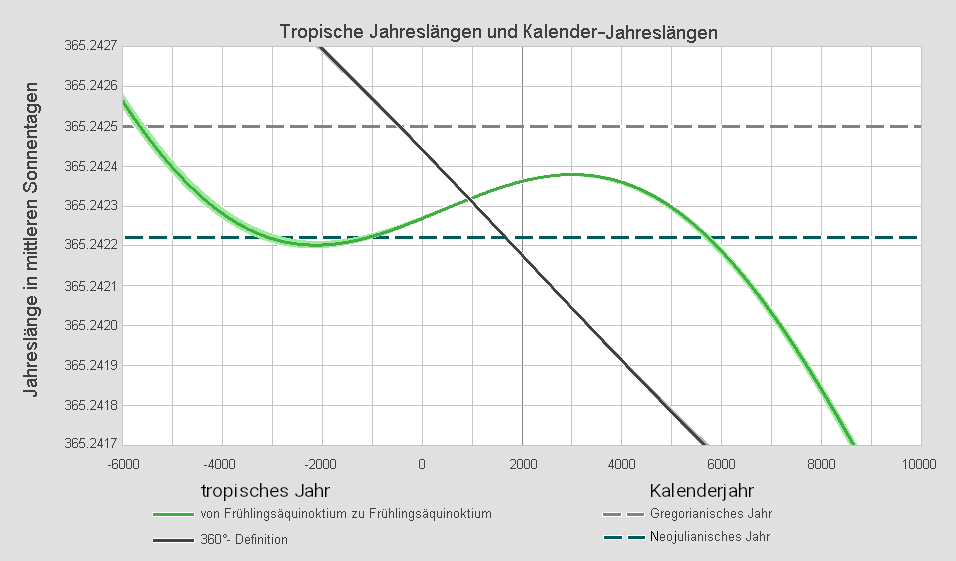
نمودار تخمین روند

برآورد روند (به انگلیسی: trend estimation) یا تخمین روند یک روش آماری برای کمک به تقسیر داده‌ها است. وقتی یک سری از اندازه‌گیری‌های یک فرایند به عنوان یک سری زمانی رفتار می‌کنند، تخمین گرایش را می‌توان برای تهیه و داوری تفسیرها نسبت به گرایش‌های موجود در داده‌ها توسط نسبت دادن اندازه‌گیری‌ها به زمان‌هایی که در آن‌ها رخ داده‌اند، مورد استفاده قرار داد. با استفاده از تخمین گرایش می‌توان یک مدل در مورد طبیعت فرایند یک سیستم ناقص درک شده که مستقل از هر چیز معلوم است، ساخت (برای نمونه، فیزیکی، اقتصادی، یا یک سیستم دیگر). این مدل را سپس می‌توان برای شرح رفتار داده‌های مشاهده شده به کار گرفت.
به‌طور خاص، خوب است که تعیین شود اندازه‌گیری‌ها یک گرایش افزایشی یا کاهشی را نمایش می‌دهند و این به‌طور آماری از رفتار تصادفی متمایز می‌شود. چند نمونه برای مثال ابتدا، تعیین گرایش دمای متوسط روزانه در یک مکان دلخواه از زمستان تا تابستان، و تعیین گرایش در سری‌های دمای جهانی طی ۱۰۰ سال اخیر هستند. در مورد دومی، مسائل یکجوری آمار مهم هستند (برای مثال، در مورد اینکه آیا سری در سرتاسر درازای آن قابل اعتماد است یا نه).

## تناسب یک روند: کمترین مربعات
با یک سری اطلاعات داده شده و هدف برای تولید یک نوع مدل از آن داده‌ها، توابع متنوعی موجودند که می‌توان برای تناسب از آن‌ها استفاده کرد. اگر هیچ گونه درک پیشین از اطلاعات موجود نباشد، آنگاه ساده‌ترین تابع برای نسبت دادن، یک خط مستقیم با داده‌های نهاده شده به صورت عمودی و مقادیر زمان (t= ۱، ۲، ۳، …) به صورت افقی مناسب می‌باشد.
وقتی تصمیم بر آن شد که روی سک خط مستقیم نسبت دهیم، راه‌های مختلفی برای این کار نیز موجودند، اما رایج‌ترین انتخاب تناسب کمترین مربعات می‌باشد. این روش مجموع خطاهای مجذور شده را در سری داده‌ها به حداقل می‌رساند که با متغیر y نشان داده شده‌است.
با یک سری نقاط در زمان t و مقادیر دادهٔ yt مشاهده شده برای آن نقاط زمان، مقادیر a و b طوری انتخاب می‌گردند که
{\displaystyle \sum _{t}\left\{[(at+b)-y_{t}]^{2}\right\}}
مقدار حداقل داشته باشد. اینجا {\displaystyle at+b} خط گرایش است، پس مجموع انحرافات مجذورشده از خط گرایش آن چیزی است که باید حداقل شود. به علت وجود رگرسیون خطی ساده این عمل همواره قابل انجام است.
برای ادامهٔ مقاله، «گرایش» به معنی شیب خط کمترین مربعات خواهد بود، زیرا این یک قرارداد رایج است.